# Cosmologie
Cosmologia este studiul istoriei universului, mai ales al originilor și al destinului său. Este studiată în astronomie, filozofie și religie. Etimologic, cosmologie provine din cuvintele grecești κόσμος (cosmos = lume) și λογος (logos = știință).
La începutul secolul XX, teoria Big Bang s-a impus în lumea științifică drept cel mai probabil model al nașterii universului.

## Modele cosmologice
La nivel cosmologic, modelul cosmologic standard conține teoria gravitației lui Einstein ca parte a „nucleului dur”. Materia întunecată, energia întunecată, și inflația au fost adăugate teoriei ca răspuns la observații. Niciuna dintre aceste ipoteze auxiliare nu a fost încă confirmată. Modelul cosmologic standard nu are predicții de succes, el este în permanență ajustat în urma observațiilor. Reproducerea spectrului fluctuațiilor de temperatură în mediul cosmic cu microunde este considerat un succes al modelului, dar a fost obținut prin modificarea forțată a parametrior modelului, cu inconsecvențe cu valorile determinate în alte moduri mai directe.
David Merritt atrage atenția asupra unui program de cercetare alternativ, care a fost inițiat la începutul anilor 1980 și care a făcut predicții noi; programul lui Mordehai Milgrom (MOND), inițiat în 1983, a cărui principiu specific afirmă că legile gravitației și mișcării diferă de cele ale lui Newton sau Einstein în regimul de accelerare foarte scăzută (la nivel de galaxii). Programul are o lungă listă de alte predicții, evitând ipotezele materiei întunecate și a energiei întunecate.
În cosmologie, metafizica implică un domeniu larg de întrebări dincolo de dovezile empirice, folosind uneori inferența speculativă. Analiza epistemologică în cosmologie ajută la evaluarea modelelor. Studiul filosofic oferă un cadru general pentru interpretarea inferențelor care depășesc știința.
În cosmologie există câteva principii ontologice care ajută la clasificarea modelelor în funcție de caracteristici, la conceperea realității cosmice într-o descriere mai transparentă, și permit să rezolvăm ecuațiile matematice ca niște construcții centrale ale oricărui model. Aceste principii sunt:
1. Omogenitatea spațiului (distribuția uniformă a materiei)
2. Omogenitatea timpului (structură independentă de timpul cosmic global)
3. Izotropia spațiului (independența structurii de direcția de observare)
4. Omotetia spațiului (independența structurii de transformările scalare)

Astfel, modelul standard (Hot Big Bang) include modelele (a, c), modelul staționar include (a, b, c), modelul ierarhic include (c, d) ).
Pentru a evalua epistemic modelele cosmologice, presupunem că legile fizice sunt valabile și aceleași peste tot în cosmos, în spațiu și timp. Izotropia spațiului este singura proprietate a cosmosului ușor de verificat. Deoarece inferența asupra proprietăților și fenomenelor fizice este întotdeauna indirectă și legată de modelele teoretice, dovezile empirice se bazează pe valabilitatea acestor construcții teoretice. În estimarea distanțelor cosmice luăm în considerare schimbarea de culoare a liniilor spectrale de la aceste obiecte  și ne bazăm pe interpretarea acestei schimbări, atribuită efectului Doppler (cinematic), fenomenelor gravitaționale (dinamic), dilatării spațiului (geometric) etc., în funcție de modelul nostru al universului. În cadrul „spațiului epistemic”, principiile ontologic definite (a, b, c) sunt postulate, dar a patra (d) nu mai este valabilă la scări suficient de mici , inclusiv probabil gravitațională. O parte a cosmosului observabil, cosmografia, poate fi privită ca o structură construită pe componente particulare elementare.
Modelele cosmografice încep cu galaxia ca unitate elementară. Cosmologia tratează galaxiile ca puncte fizice, dotate cu mișcări colective (coerente) și proprii (haotice).
În cosmologie, predicțiile teoretice sau descrierile trebuie să fie în concordanță cu dovezile empirice, rezultă că modelele vor fi adaptate la noile situații empirice, sau se pot introduce noi elemente externe în model, cu condiția să nu contrazică structura inițială.
Piatra de încercare pentru un model cosmologic este modul în care tratează problema Începutului, inclusiv condițiile inițiale și problema eshatologică. Abordarea abderiană este imună la aceste probleme. În general, o bună teorie include un model matematic formal și procedura de cuplare cu realitatea fizică. Hawking a propus o soluție care are ca scop formularea unui model care este autosuficient.
Astfel, programul de cercetare pentru modelul cosmologic standard este un program unificator în sensul metodologiei programelor de cercetare a lui Lakatos, incluzând mai multe programe unificate (precum cel pentru Big Bang, evoluția stelară și a galaxiilor, singularitățile gravitaționale, etc.). Aceste programe unificate sunt în același timp subprograme de cercetare ale programului unificator întrucât, chiar dacă sunt create și dezvoltate fără a fi impuse de programul unificator, trebuie să țină conte de cerințele acestuia pentru a fi validate și încadrate în el.
Relativitatea generală a apărut ca un model extrem de reușit pentru gravitație și cosmologie, care a depășit până acum multe teste observaționale și experimentale neechivoce. Cu toate acestea, există indicii puternice că teoria este incompletă. Problema gravitației cuantice și chestiunea realității singularităților spațiu-timp rămân deschise. Datele observaționale care sunt luate ca dovadă a energiei întunecate și a materiei întunecate ar putea indica nevoia unei noi fizici. Chiar și așa cum este, relativitatea generală este bogată în posibilități de explorare ulterioară. Relativiștii matematici caută să înțeleagă natura singularităților și proprietățile fundamentale ale ecuațiilor lui Einstein, în timp ce relativiștii numerici rulează simulări computerizate din ce în ce mai puternice (cum ar fi cele care descriu găurile negre care fuzionează). Un secol după introducerea sa, relativitatea generală rămâne o zonă de cercetare foarte activă.

## Cosmologia fizică
- Big Bang
  - forma universului în cadrul teoriei Big Bang
  - Formarea universului
- Radiația cosmică de fundal
- soarta universului
- Structura la scară mare a cosmosului
- Formarea galaxiilor
- Energia întunecată (sau neagră)
- Materia întunecată (sau neagră) (vezi și gaură neagră)

## Cosmologii alternative

### Cosmologii non-standard
- Cosmologia plasmei
- Teoria stării staționare

### Cosmologie filozofică
- filozofi presocratici
- principiul antropic

### Cosmologie religioasă
- Mitul creației (cosmogonie)
- Creaționism